# 土倉一静
土倉 一静（とくら かずきよ、? - 文政3年9月3日（1820年10月9日））は、岡山藩の家老。
父は岡山藩家老土倉一之。正室は荒尾駿河の娘。子は土倉一昌室、伊木忠正、伊木忠澄、土倉一善。養子に土倉一昌。幼名は琳治。通称は左膳、市正。
文化8年（1811年）11月、父一之の死去により家督相続し、岡山藩家老、佐伯1万石の領主となる。文化14年（1817年）7月、仕置家老となる。文政3年（1820年）9月3日没。家督は婿養子の一昌が相続した。